# Ludowy Sąd Najwyższy (Laos)
Ludowy Sąd Najwyższy (lao. ສານປະຊາຊົນສູງສຸດ) – sąd najwyższej instancji w Laotańskiej Republice Ludowo-Demokratycznej. 

## Członkowie
Sąd składa się z Prezydenta, 6 wiceprezydentów i kilku sędziów (Konstytucja nie określa konkretnej liczby sędziów). Kandydat na Prezydenta Ludowego Sądu Najwyższego jest rekomendowany przez Prezydenta Laosu, a następnie wybierany przez Zgromadzenie Narodowe na pięcioletnią kadencję. 
Wiceprezydenci Ludowego Sądu Najwyższego są wybierani, a także usuwani ze stanowisk, przez Prezydenta Laosu, natomiast sędziowie przez komitet złożony z deputowanych do parlamentu

## Zasady działania
Sędziowie muszą być niezawiśli i przestrzegać prawa obowiązującego w Laosie. Rozprawy sądowe powinny być otwarte dla wszystkich obywateli Laosu, jednak wyroki nie są ogłaszane publicznie. Wyroki podejmowane przez Ludowy Sąd Najwyższy są ostateczne i muszą być respektowane przez wszystkie jednostki działające w państwie.  
Ludowy Sąd Najwyższy jest podzielony na 6 gabinetów (ang. chambers):  
- ds. prawa karnego,
- ds. prawa cywilnego,
- ds. prawa administracyjnego,
- ds. prawa rodzinnego,
- ds. prawa komercyjnego,
- ds. osób nieletnich[2].